# 錫達鎮區 (堪薩斯州考利縣)
錫達鎮區（英語：Cedar Township）為美國堪薩斯州考利縣轄下的鎮區。2010年美国人口普查中該鎮區人口有37人。

## 地理
錫達鎮區涵蓋面積120.26平方（46.43平方英里），境內無城市。

### 墓園
根據美國地質調查局的資料，此鎮區擁有1座墓園：
- 羅克克里克墓園（Rock Creek Cemetery）

### 溪流
通過此鎮區的溪流有：
| - 阿克溪（Acker Creek） - 貝爾溪（Bear Creek） - 布蘭森溪（Branson Creek） - 多格流（Dog Run） | - 多納休溪（Donahue Creek） - 拉什溪（Rush Creek） - 斯普林溪（Spring Creek） - Whartenby溪 |

## 人口統計
根據2010年美國人口普查，錫達鎮區人口有37人，住房22戶，人口密度為0.31人/每平方公里。此鎮區居民之種族中，白人佔100%，非裔美國人佔0%，美洲原住民佔0%，亞裔美國人佔0%，太平洋島裔美國人佔0%，其他種族佔0%，混血種族則佔0%。而西班牙裔或拉丁裔美國人佔此鎮區人口的0%。

## 外部連結
- City-Data.com （页面存档备份，存于）